# クノイ島
クノイ島（Kunoy）は、フェロー諸島で8番目に大きい島。諸島の北東側に位置し、ケァルソイ島とボルウォイ島の間にある。

## 概略
現在島にある集落は2つ。西岸にある人口64人のクノイ村と、南東岸にあるHaraldssundである。1988年に、この2つの集落を結ぶトンネルが開通した。現在は島の舗装路を路線バス（番号：504番）が通っており、KlaksvíkからÁnirとHaraldssundを経由し、トンネルを抜けてクノイ村に至る。かつてSkarðという集落もあったが、1913年のクリスマスイブに海難事故が起き、村にいた働きざかりの男性7人全員が死亡したため（生き残ったのは14歳の少年と70歳の老人のみ）、住民はHaraldssundへ移った。現在Skarðは無人となっている。
著名な島の出身者に、フェロー語詩人で教育者・政治家でもあり、フェローの国歌の歌詞を書いたことでも知られる、Símun av Skarðiがいる。

## 山地

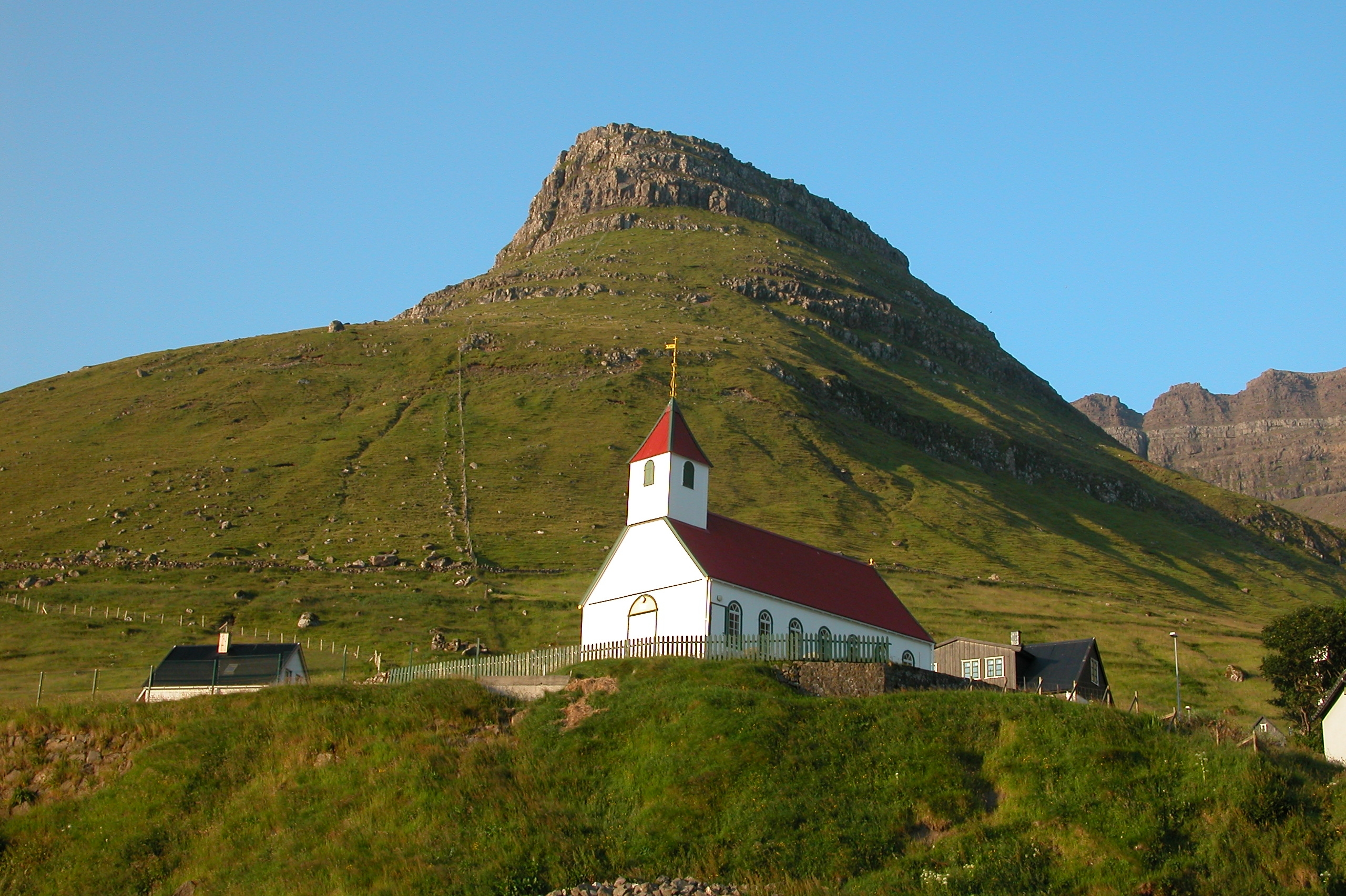
クノイ島にある教会

以下はクノイ島にある山のリストとフェロー諸島における高さの順位である。
| 順位 | 名称            | 高さ |
| ---- | --------------- | ---- |
| 4    | Kúvingafjall    | 830m |
| 5    | Teigafjall      | 825m |
| 6    | Kunoyarnakkur   | 819m |
| 7    | Havnartindur    | 818m |
| 8    | Urðafjall       | 817m |
| 9    | Middagsfjall    | 805m |
| 18   | Galvsskorafjall | 768m |
| 42   | Suður á Nakki   | 703m |
| 73   | Klubbin         | 644m |
| 198  | Lítlafjall      | 471m |
| 219  | Klettur         | 444m |